# Geolycosa bridarollii
Geolycosa bridarollii là một loài nhện trong họ Lycosidae.
Loài này thuộc chi Geolycosa. Geolycosa bridarollii được Cândido Firmino de Mello-Leitão miêu tả năm 1945.